# Billie Yorke
Adeline (Billie) Yorke (Rawalpindi, 19 december 1910 – 9 december 2000) is een tennisspeelster uit het Verenigd Koninkrijk, geboren in het toenmalige Brits-Indië (nu Pakistan).
Yorke won met Simonne Mathieu driemaal op rij het dubbelspeltoernooi van Roland Garros, in 1936, 1937 en 1938. In 1937 wonnen zij samen ook het dubbelspeltoernooi van Wimbledon.
In 1936 won Yorke ook met Marcel Bernard het gemengd dubbelspeltoernooi van Roland Garros.

## Resultaten grandslamtoernooien
| Legenda | Legenda                          |
| ------- | -------------------------------- |
| g.t.    | geen toernooi gehouden           |
| l.c.    | lagere categorie                 |
| –       | niet deelgenomen                 |
| G       | uitgeschakeld in de groepsfase   |
| 1R      | uitgeschakeld in de eerste ronde |
| 2R      | uitgeschakeld in de tweede ronde |
| 3R      | uitgeschakeld in de derde ronde  |
| 4R      | uitgeschakeld in de vierde ronde |
| KF      | uitgeschakeld in de kwartfinale  |
| HF      | uitgeschakeld in de halve finale |
| F       | de finale verloren               |
| W       | het toernooi gewonnen            |
| w-v     | winst/verlies-balans             |

### Enkelspel
| Australian Open | –  | –  | –  | –  | –  | –  | –  | –  | –  | –  | –  |
| Roland Garros   | –  | –  | –  | 2R | 3R | –  | –  | –  | 1R | 1R | –  |
| Wimbledon       | 1R | 2R | 2R | 4R | 2R | 2R | 2R | 1R | 2R | 3R | 2R |
| US Open         | –  | –  | –  | –  | –  | –  | –  | –  | –  | –  | –  |

† in 1946 en 1947 werd Roland Garros na Wimbledon gehouden

### Vrouwendubbelspel
| Australian Open | –  | –  | – | –  | –  | –  | – | – | –  | –  | –  |
| Roland Garros   | –  | –  | – | 2R | HF | W  | W | W | 1R | –  | –  |
| Wimbledon       | KF | KF | F | 3R | 3R | KF | W | F | F  | KF | 1R |
| US Open         | –  | –  | – | –  | –  | –  | – | – | –  | –  | –  |

† in 1946 en 1947 werd Roland Garros na Wimbledon gehouden

### Gemengd dubbelspel
| toernooi        | 1936 |
| --------------- | ---- |
| Australian Open | –    |
| Roland Garros   | W    |
| Wimbledon       | –    |
| US Open         | –    |